# Takako Irie
Takako Irie (入江 たか子, Irie Takako), de son vrai nom Hideko Higashibōjō (東坊城 英子, Higashibōjō Hideko), est une actrice japonaise, née le 7 février 1911 à Tokyo et morte, dans la même ville, le 12 janvier 1995.

## Biographie
Issue d'une haute famille aristocratique, Takako Irie entre à la Nikkatsu en 1927. Grâce à ses traits délicats et raffinés, elle incarne des rôles de femmes traditionnelles ou fatales. Elle devient une des stars du cinéma muet japonais, en particulier avec Tomu Uchida et Kenji Mizoguchi.
En 1932, Takako Irie quitte la Nikkatsu et devient la première femme japonaise à fonder sa propre société de production, la Irie Production. Elle produit notamment quatre films de Kenji Mizoguchi. Le premier est L'Aube de la fondation d'un état : La Mandchourie-Mongolie en 1932, un film de propagande. Puis suivent Le Fil blanc de la cascade et La Fête à Gion en 1933 et enfin Vents sacrés en 1934. Mais Kenji Mizoguchi se dispute avec son actrice et productrice et il retourne à la Nikkatsu pour son film suivant,.
En revanche, avec l'arrivée du parlant, sa carrière sera plus difficile et, excepté avec Mikio Naruse et Akira Kurosawa dans Le Plus Beau (Ichiban utsukushiku, 1944), elle ne joue plus que des rôles secondaires. Après guerre, sa carrière décline rapidement. Elle connait des problèmes de santé et une série d'humiliations tant personnelles que professionnelles, allant jusqu'à accepter de tourner dans des films d'horreur de série B pour faire vivre sa famille. Le coup fatal à sa carrière étant sans doute lorsque Kenji Mizoguchi l'exclue du tournage de L'Impératrice Yang Kwei-Fei en 1955.
Quand Akira Kurosawa lui confie le rôle de la femme du chambellan Mutsuta dans Sanjuro (1962) dix-huit ans après l'avoir fait tourner pour la première fois, Takako Irie s'est retirée du milieu du cinéma et gère un club à Ginza.
Takako Irie est la mère de l'actrice Wakaba Irie, née en 1943. Elle a tourné dans près de 170 films entre 1928 et 1984.

## Filmographie partielle
- 1928 : Torrent impétueux I (激流 前篇, Gekiryū zenpen?) de Minoru Murata
- 1928 : Torrent impétueux II (激流 後篇, Gekiryū kōhen?) de Minoru Murata
- 1928 : Kindai Cleopatra (近代クレオパトラ?) de Shuichi Hatamoto
- 1929 : Le journal Asahi brille (朝日は輝く, Asahi wa kagayaku?) de Kenji Mizoguchi
- 1929 : La Poupée vivante (生ける人形, Ikeru ningyo?) de Tomu Uchida

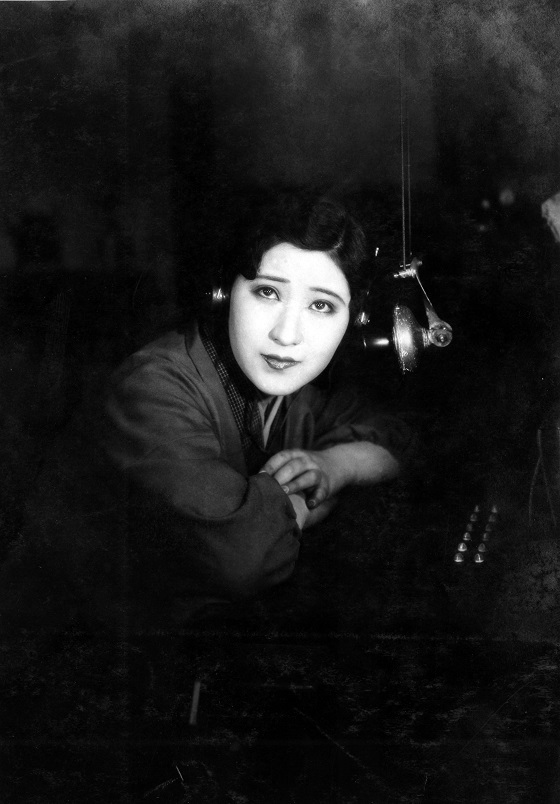
Takako Irie dans Paysage d'amour (1929).

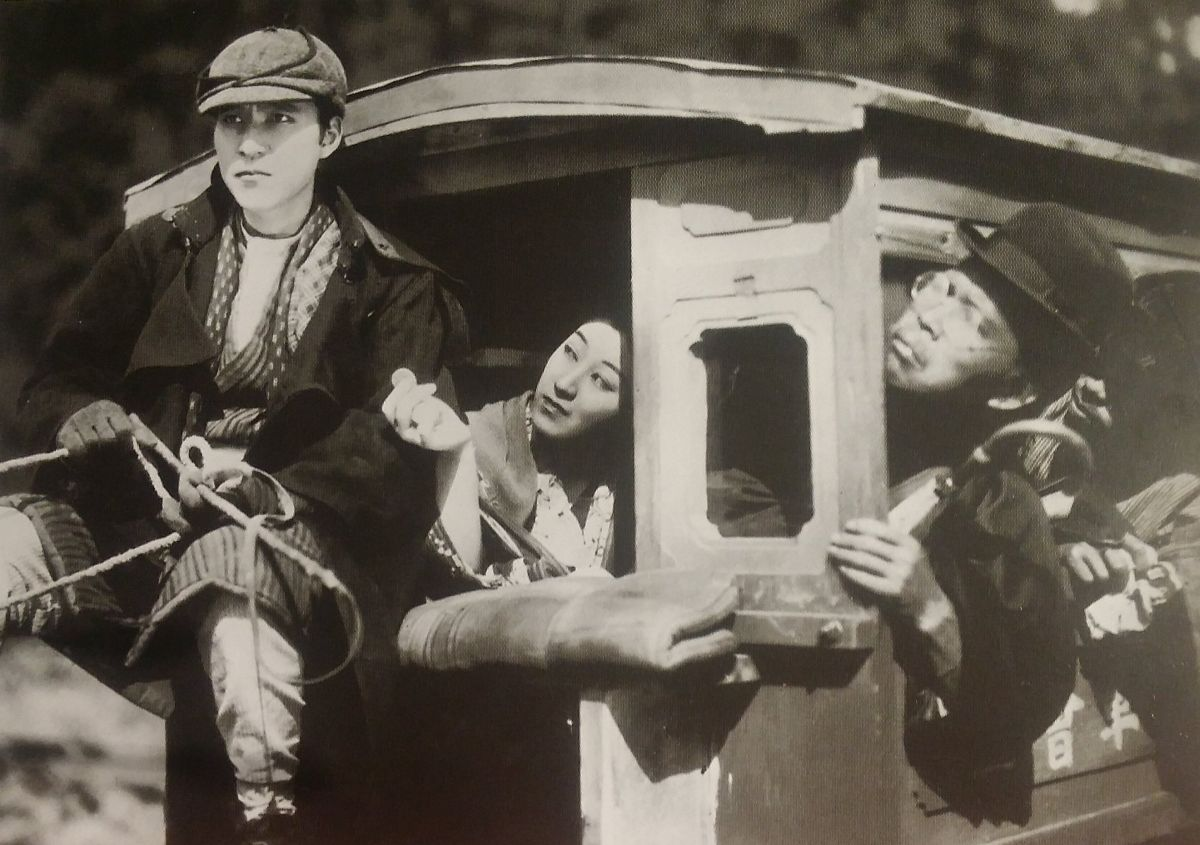
Tokihiko Okada et Takako Irie dans Le Fil blanc de la cascade (1933).

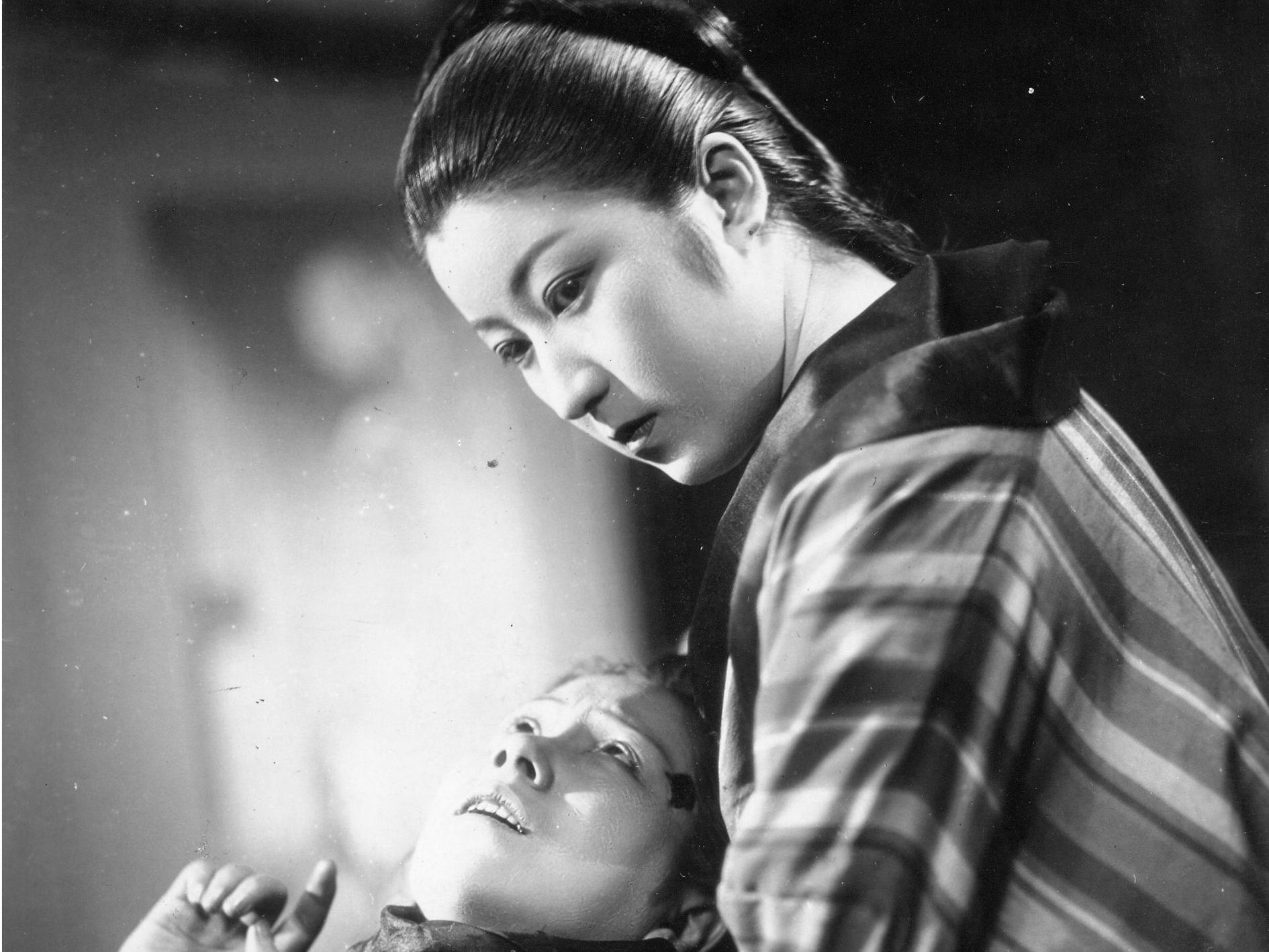
Takako Irie et Kumeko Urabe dans Le Fil blanc de la cascade (1933).

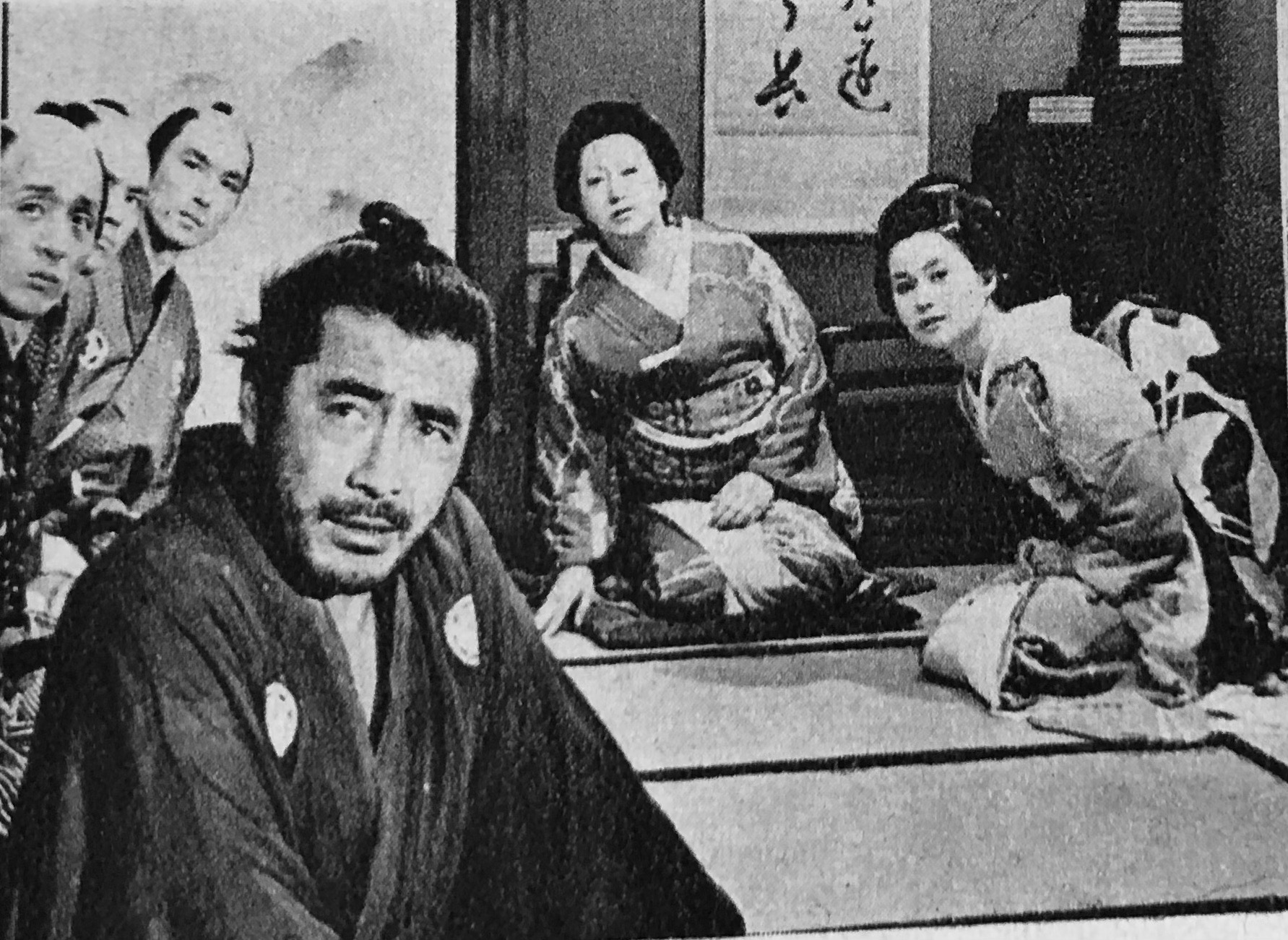
De g. à d. : Kunie Tanaka, Toshirō Mifune, Takako Irie, Reiko Dan dans Sanjuro (1962).

- 1929 : La Marche de Tokyo (東京行進曲, Tōkyō kōshin-kyoku?) de Kenji Mizoguchi : Sayuriko Fujimoto
- 1929 : Paysage d'amour (愛の風景, Ai no fūkei?)[5] de Tomotaka Tasaka
- 1929 : La Symphonie de la grande ville (都会交響曲, Tokai kokyōgaku?) de Kenji Mizoguchi
- 1930 : Le Pays natal (藤原義江のふるさと, Fujiwara Yoshie no furusato?) de Kenji Mizoguchi
- 1931 : Miss Japon (日本嬢, Misu Nippon?) de Tomu Uchida
- 1932 : L'Aube de la fondation d'un état : La Mandchourie-Mongolie (満蒙建国の黎明, Manmō kenkoku no reimei?) de Kenji Mizoguchi
- 1932 : Byakuren (白蓮?) de Keigo Kimura
- 1933 : La Lumière - Avec le péché (光・罪と共に, Hikari tsumi to tomoni?) de Yutaka Abe
- 1933 : Les Vagues de Suma (須磨の仇浪, Suma no adanami?) de Yutaka Abe : Ayako Oda
- 1933 : Le Fil blanc de la cascade (瀧の白糸, Taki no shiraito?) de Kenji Mizoguchi : Taki no Shiraito / Tomo Mizushima
- 1933 : Le Nouveau Ciel (新しき天, Atarashiki ten?) de Yutaka Abe : Minako Shiga
- 1934 : Vents sacrés ou Le Groupe Jinpu (神風連, Jinpu-ren?) de Kenji Mizoguchi
- 1934 : Le Messager de la lune (月よりの使者, Tsukiyori no shisha?) de Tomotaka Tasaka
- 1934 : Karisome no kuchibeni (雁来紅?) de Shigeyoshi Suzuki : Akiko
- 1935 : Une femme de Meiji (明治一代女, Meiji ichidai onna?) de Tomotaka Tasaka
- 1936 : Une beauté en robe blanche (白衣の佳人, Byakue no kajin?) de Yutaka Abe : Yasuko
- 1937 : Les Larmes d'une femme (女人哀愁, Nyonin aishu?) de Mikio Naruse : Hiroko
- 1937 : Karayuki-san (からゆきさん?) de Sotoji Kimura
- 1937 : Les Vicissitudes de la vie I (禍福 前篇, Kafuku zenpen?) de Mikio Naruse
- 1937 : Les Vicissitudes de la vie II (禍福 後篇, Kafuku kōhen?) de Mikio Naruse
- 1939 : Le Cœur sincère (まごころ, Magokoro?) de Mikio Naruse
- 1942 : La Terre verte (緑の大地, Midori no daichi?) de Yasujirō Shimazu
- 1942 : Ma mère ne mourra jamais (母は死なず, Haha wa shinazu?) de Mikio Naruse
- 1944 : Le Plus Beau (一番美しく, Ichiban utsukushiku?) d'Akira Kurosawa : Noriko Mizushima
- 1953 : Lettre d'amour (恋文, Koibumi?) de Kinuyo Tanaka
- 1954 : Akō gishi (赤穂義士?) de Ryōhei Arai
- 1962 : Sanjuro (椿三十郎, Tsubaki Sanjūrō?) d'Akira Kurosawa : la femme du chambellan Mutsuta
- 1975 : Kenji Mizoguchi ou la vie d'un artiste (ある映画監督の生涯 溝口健二の記録, Aru eiga-kantoku no shōgai Mizoguchi Kenji no kiroku?) de Kaneto Shindō (documentaire) : elle-même
- 1979 : La Maison du pendu (病院坂の首縊りの家, Byōinzaka no kubikukuri no ie?) de Kon Ichikawa
- 1983 : The Girl Who Leapt Through Time (時をかける少女, Toki o kakeru shōjo?) de Nobuhiko Ōbayashi : Tatsu Fukamachi
- 1984 : La Ville morte (廃市, Haishi?) de Nobuhiko Ōbayashi : Shino